# 篠原岳
篠原岳（しのはら たけし、1975年2月8日（50歳） ‐ ）は、日本の医師。
2021年に開院した東京原宿クリニック院長で、分子栄養学に基づく栄養療法や副腎疲労症候群・小腸内細菌異常増殖症（SIBO）・腸カンジダ症などの機能性医学的アプローチを専門とする。

## 来歴
- 1975年 ‐ 神奈川県横浜市に生まれる[3]。
- 1999年 ‐ [[山梨医科大学[]]医学部卒業。横浜市立大学医学部附属病院で初期研修。
- 2005年 ‐ 横浜市立大学大学院医学研究科博士課程修了（医学博士）。[4]
- その後、内科・呼吸器内科医・消化器内科医として複数の医療機関に勤務。
- 2021年9月 ‐ 東京都渋谷区に東京原宿クリニックを開設し、院長に就任。[3]

## 研究・診療領域
篠原は、慢性疲労やヒスタミン不耐症、リーキーガット症候群、SIBOなど、従来の保険診療では原因が特定されにくい不定愁訴に対し、
- 分子栄養学に基づく栄養解析
- 高濃度ビタミンC点滴療法
- キネシオロジー（筋反射テスト）

などを組み合わせた統合医療的アプローチを実践していると報じられている。

## メディアでの活動
- 2023年12月 ‐ フィットネス誌『Tarzan』No.870 特集「リーキーガット症候群とは？」監修。[1]
- 2024年3月 ‐ Webマガジン『AWAI LIFE』連載で副腎疲労と食生活について解説。[5]
- 2024年5月 ‐ フィットネス誌『Tarzan』No.878 特集「加齢のトリセツ「カンジダ症」」で解説。[6]
- 2025年7月 ‐ 『VOGUE JAPAN』「忙しい人の休養学」で“栄養のプロ”としてインタビュー掲載。[2]

## 著書
- 『副腎疲労が招くヒスタミン不耐症――知られざる慢性症状の真実』（Kindle ダイレクト・パブリッシング、2025年7月1日）。[7]

## 所属学会・資格
- 日本内科学会総合内科専門医
- 日本呼吸器学会呼吸器専門医・指導医
- 日本アレルギー学会アレルギー専門医
- 臨床分子栄養医学研究会認定指導医